# Quivira National Wildlife Refuge
Le Quivira National Wildlife Refuge est une aire protégée américaine située dans les comtés de Reno, Rice et Stafford, au Kansas. Ce National Wildlife Refuge créé en 1955 est un site Ramsar depuis le 2 décembre 2002.